# Nen (rivier)
De Nen (of Nen Jiang) is een belangrijke en met een lengte van 1.370 km de langste zijrivier van de Songhua, gelegen in de provincie Heilongjiang en de autonome regio Binnen-Mongolië van de Volksrepubliek China. De Nen behoort tot het stroomgebied van de Russische stroom Amoer.
De Nen ontspringt in het Yilehuli Shan-gebergte gelegen in het noorden van Heilongjiang en het noordoosten van Binnen-Mongolië. Vandaar stroomt de Nen zuidwaarts. Aan de rechteroever het Grote Sjingangebergte van Binnen-Mongolië, aan de linkeroever (en dus ten oosten van de rivier) het Kleine Hinggangebergte in Heilongjiang. Op meerdere plaatsen vormt de rivier de grens tussen de twee gebieden. De Nen mondt uit in de Songhua bij Daan net over de grens in de provincie Jilin.
De rivier is gevoelig voor overstromingen, zoals in 1998 en 2005 nogmaals bleek. Aan de benedenloop van een van de zijrivieren, de Wuyur He, ligt het belangrijke Natuurreservaat Zhalong in de omgeving van Qiqihar.
Tijdens het Mantsjoerije-incident waren er in oktober en november 1931 gevechten tussen Japan en China om de controle over een brug over de Nen bij Jiangqiao.
- Bibliotheek van het Japanse parlement: 00648218
- Virtual International Authority File: 256974271